# 1896年アテネオリンピック

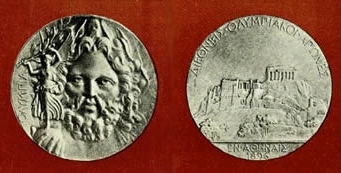
本大会の優勝メダル

1896年アテネオリンピック（1896ねんアテネオリンピック）は、1896年4月6日から4月15日まで（当時のギリシャのユリウス暦では3月25日から4月3日まで）、ギリシャのアテネで行われたオリンピック競技大会。アテネ1896（Athens 1896、Αθήνα 1896）と呼称される。近代五輪最初の大会として開催された。

## ハイライト
- 古代オリンピックに感銘したピエール・ド・クーベルタン男爵により提唱。
- 大会参加者は男子のみであった。女子の出場は第2回オリンピック以降になる[3]。

- ギリシャ人たちが伝統のスポーツと信じていた円盤投をはじめ、陸上競技で次々に外国勢が優勝を決めたことにギリシャ人の落胆は大きかったという[4]。しかし、古代ギリシャの栄光を称えて新設された長距離競争種目マラソンにおいて、ギリシャのスピリドン・ルイスが優勝[2]したことで、ギリシャ人たちは大いに熱狂した[4]。
- 財政事情により、第1回オリンピックでは金メダルは無く、優勝者には銀メダル、第2位の選手には銅メダルが贈られ、第3位の選手には賞状が授与された[3]。
- アレクサンドリア在住の大実業家であるジョージ・アベロフ（英語版）（名はジョルジュ・アベロフ、イェロギオフ・アヴェロフとも）は、メインスタジアム再建費用のうち92万ドラクマを寄付した[4][5]:148。室内競技は、ルーマニア在住のザッパス兄弟（Evangelos ZappasとKonstantinos Zappas。正確には従兄弟）が1887年に寄贈した室内競技場「ザッペイオン」で行われた[4]。
- 財政難を補うため、12種類の記念切手を発売したり、高額の入場券を前払い制にしたりして、運営資金を捻出している[5]:148。通常は選手や役員などに渡される参加記念メダルがかなり大量に製作されており（約2万個）、一般に販売されたものと考えられる[5]:148。
- 当時は国家単位ではなく個人名義による自由出場だったため、国混合チームが出場していた[3]。
- アマチュアであるか否かの判断も不明確であったため、参加国数・参加選手数については諸説がある[5]:148。国際オリンピック委員会は「14ヵ国・241名」としているが[6]、参加選手数を245名あるいは285名とする説や、「13ヵ国・311名」とする文献もある[5]:148。
- 記録：トーマス・バーク（アメリカ、陸上競技男子100m）12秒0
- フェンシングで銅メダル、射撃競技でも銀銅2つのメダルを獲得したホルガー・ニールセン は、後にオリンピック競技になるハンドボールのルールを策定している。
- 雨天のため、閉会式はマラソンの翌日の4月15日に実施された[3]。
- 競泳競技は4種目が行われたが、その1つは男子100m自由形（水兵の部） (Swimming at the 1896 Summer Olympics – Men's sailors 100 metre freestyle) であった。この種目の参加資格は「ギリシャ海軍の水兵」で、10人がエントリーしたが3人しか出場しなかった。1997年に本大会の記録集を編纂した国際オリンピック史学会のビル・マロン（英語版）は「オリンピック記録に含めていいかは疑わしい」と述べているが、国際オリンピック委員会の公式記録に残されている。オリンピックにおいて参加資格が閉鎖的であることは特異であるが、クーベルタンら大会に関わった主要人物が反対した記録はない。
- 水球・馬術・クリケットも予定されていたが取りやめとなり、またボート競技は荒天で中止となった[4]。

## 実施競技
- 陸上競技（円盤投げ[7]）
- 競泳競技（実施場所・ゼーア湾）
- 体操
- ウエイトリフティング（体操の種目）
- レスリング（グレコローマンスタイル）
- フェンシング
- 射撃
- 自転車
- テニス

## 各国の獲得メダル
実際には金メダルは授与されず、1位には銀メダル、2位には銅メダルが授与され、3位にメダルは授与されず賞状のみであったが、現在では3位も含めてメダリスト名簿に登録されており、以上の理由より第2回以降と同様の色を用いる。
| 順 | 国・地域           | 金 | 銀 | 銅 | 計 |
| -- | ------------------ | -- | -- | -- | -- |
| 1  | アメリカ合衆国     | 11 | 7  | 2  | 20 |
| 2  | ギリシャ（開催国） | 10 | 17 | 19 | 46 |
| 3  | ドイツ             | 6  | 5  | 2  | 13 |
| 4  | フランス           | 5  | 4  | 2  | 11 |
| 5  | イギリス           | 2  | 3  | 2  | 7  |
| 6  | ハンガリー         | 2  | 1  | 3  | 6  |
| 7  | オーストリア       | 2  | 1  | 2  | 5  |
| 8  | オーストラリア     | 2  | 0  | 0  | 2  |
| 9  | デンマーク         | 1  | 2  | 3  | 6  |
| 10 | スイス             | 1  | 2  | 0  | 3  |
| 11 | 混合チーム         | 1  | 1  | 1  | 3  |

## オリンピック賛歌
オリンピック賛歌（Olympic Anthem）とは、詞コスティス・パラマス（Kostis Palamas）、曲スピロ・サマラス（Spyros Samaras）によって作られ、この第1回アテネオリンピックにおいて演奏されたものである。